# マリック・アレン
マリック・アレン（Malik Omar Allen, 1978年6月27日- ）はアメリカ合衆国のニュージャージー州出身の元バスケットボール選手。NBAで10シーズンプレーした。身長208cm。体重116kg。ポジションは、パワーフォワード。背番号30。2019年よりマイアミ・ヒートのアシスタントコーチ。

## 略歴

### 大学時代
ヴィラノバ大学に4年間在籍。通算成績は9.0得点、5.7リバウンド。同大学で1,000得点500リバウンドとクリアした21人目の選手でもある。3シーズン目には14.2得点、7.4リバウンド、1.88ブロックの成績でオール・ビッグイーストセカンドチームに選ばれた。

### NBA
大学卒業後、ドラフトにエントリーするも、指名を受けられず独立リーグのABAで長谷川誠らとプレーした。
01ー02シーズンにマイアミ・ヒートと契約するも、12試合の出場に止まる。
02-03シーズンにはチームの主力選手として80試合に出場、うち73試合に先発出場を果たし、キャリアハイの9.6得点、5.3リバウンド、1.0ブロックの成績を残しシーズン終了後再契約した。
その後は出場時間が減少、04-05シーズン途中にスティーヴ・スミスとのトレードでシャーロット・ボブキャッツに移籍、シーズン終了後にはシカゴ・ブルズへ移籍した。
ブルズには2年間在籍、06-07シーズン終了後にニュージャージー・ネッツに移籍し、さらに07－08シーズン中にジェイソン・キッドを核とする大型トレードに組み込まれ、ダラス・マーベリックスへと移籍した。
2014年からスタン・ヴァン・ガンディのもとデトロイト・ピストンズのアシスタントコーチとなり、コーチングのキャリアをスタートさせた。
2018年からミネソタ・ティンバーウルブズのアシスタントコーチとして活動した。
2019年からマイアミ・ヒートのアシスタントコーチとして活動している。